# Uchanie (gmina)
Pour les articles homonymes, voir Uchanie.
Uchanie est une gmina rurale (gmina wiejska) du powiat de Hrubieszów, dans la Voïvodie de Lublin, dans l'est de la Pologne..
Son siège administratif (chef-lieu) est le village d'Uchanie, qui se situe environ 20 kilomètres au nord-ouest de Hrubieszów (siège du powiat) et 84 kilomètres au sud-est de la capitale régionale Lublin (capitale de la voïvodie).
La gmina couvre une superficie de 120,75 km2 pour une population de 5 009 habitants en 2006.

## Histoire
De 1975 à 1998, la gmina est attachée administrativement à la voïvodie de Zamość.

Depuis 1999, elle fait partie de la voïvodie de Lublin.

## Géographie
La gmina inclut les villages et localités de :

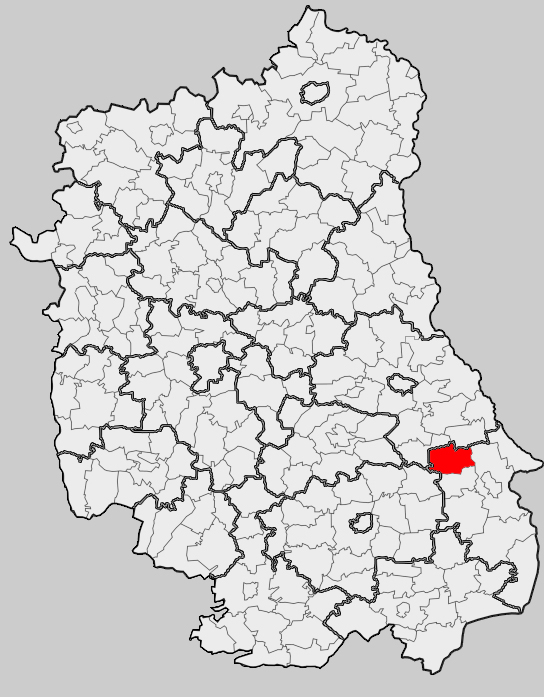
Position de la gmina dans la voïvodie

- Aurelin
- Białowody
- Bokinia
- Chyżowice
- Dębina
- Drohiczany
- Feliksów
- Gliniska
- Jarosławiec
- Lemieszów
- Łuszczów
- Łuszczów-Kolonia
- Marysin
- Miedniki
- Mojsławice
- Mojsławice-Kolonia
- Odletajka
- Pielaki
- Putnowice Górne
- Rozkoszówka
- Staszic
- Teratyn
- Teratyn-Kolonia
- Uchanie
- Uchanie-Kolonia
- Wola Uchańska
- Wysokie

### Gminy voisines
La gmina d'Uchanie est voisine des gminy suivantes :
- Białopole
- Grabowiec
- Hrubieszów
- Trzeszczany
- Wojsławice

## Structure du terrain
D'après les données de 2002, la superficie de la commune d'Uchanie est de 120,75 kilomètres carrés, répartis comme telle :
- terres agricoles : 78%
- forêts : 16%

La commune représente 9,51% de la superficie du powiat.

## Démographie
Données du 30 juin 2004:
| Description        | Total  | Total | Femmes | Femmes | Hommes | Hommes |
| ------------------ | ------ | ----- | ------ | ------ | ------ | ------ |
| Unité              | Nombre | %     | Nombre | %      | Nombre | %      |
| Population         | 5 114  | 100   | 2 548  | 49,8   | 2 566  | 50,2   |
| Densité (hab./km²) | 42,4   | 42,4  | 21,1   | 21,1   | 21,3   | 21,3   |